# Solariella triplostephanus
Solariella triplostephanus är en snäckart som beskrevs av Dall 1910. Solariella triplostephanus ingår i släktet Solariella och familjen pärlemorsnäckor. Inga underarter finns listade i Catalogue of Life.